# Wilhelm Bauer (historien)
Pour les articles homonymes, voir Wilhelm Bauer et Bauer.
Wilhelm Bauer (né le 31 mai 1887 à Vienne, mort le 23 novembre 1953 à Linz) est un historien autrichien.

## Biographie
Bauer est le fils d'un directeur de transports sur le Danube. Après des études à l'Institut autrichien de recherche historique, il devient professeur à l'université de Vienne puis en 1939 à l'Académie autrichienne des sciences. De 1920 à 1945, il est rédacteur du bulletin de l'Institut.
Bauer est membre du Parti populaire de la Grande Allemagne et en 1941 du NSDAP ainsi que du cercle antisémite Bärenhöhle.
Après la Seconde Guerre mondiale, il est licencié puis mis à la retraite d'office.